# Житловий будинок з крупних блоків
Житловий будинок з крупних блоків — споруда у Харкові на вулиці Григорія Сковороди, 40, перший в СРСР будинок, в якому застосоване панельне будівництво. Внесений до пам'яток архітектури Харкова під охоронним номером 19.

## Історія
В Харкові розвивалася власна школа інженерів, що експериментували з залізобетоном. Після будівництва Держпрому принципи роботи залізобетонних конструкцій та їхня технічна реалізація стали базою для створення залізобетонних заводських корпусів 1930-х років.
В 1931 році архітектори М. Д. Плєхов, О. О. Тацій, А. Г. Постніков, інженер А. С. Ваценко розпочали будівництво житла з виготовлених залізобетонних панелей. Шестиповерховий трисекційний житловий будинок споруджений вперше в СРСР з великих шлакобетонних блоків.
Панелі складалися з двох залізобетонних оболонок, з'єднаних по периметру ребрами, що формували коробку, яку засипали шлаком.

## Галерея

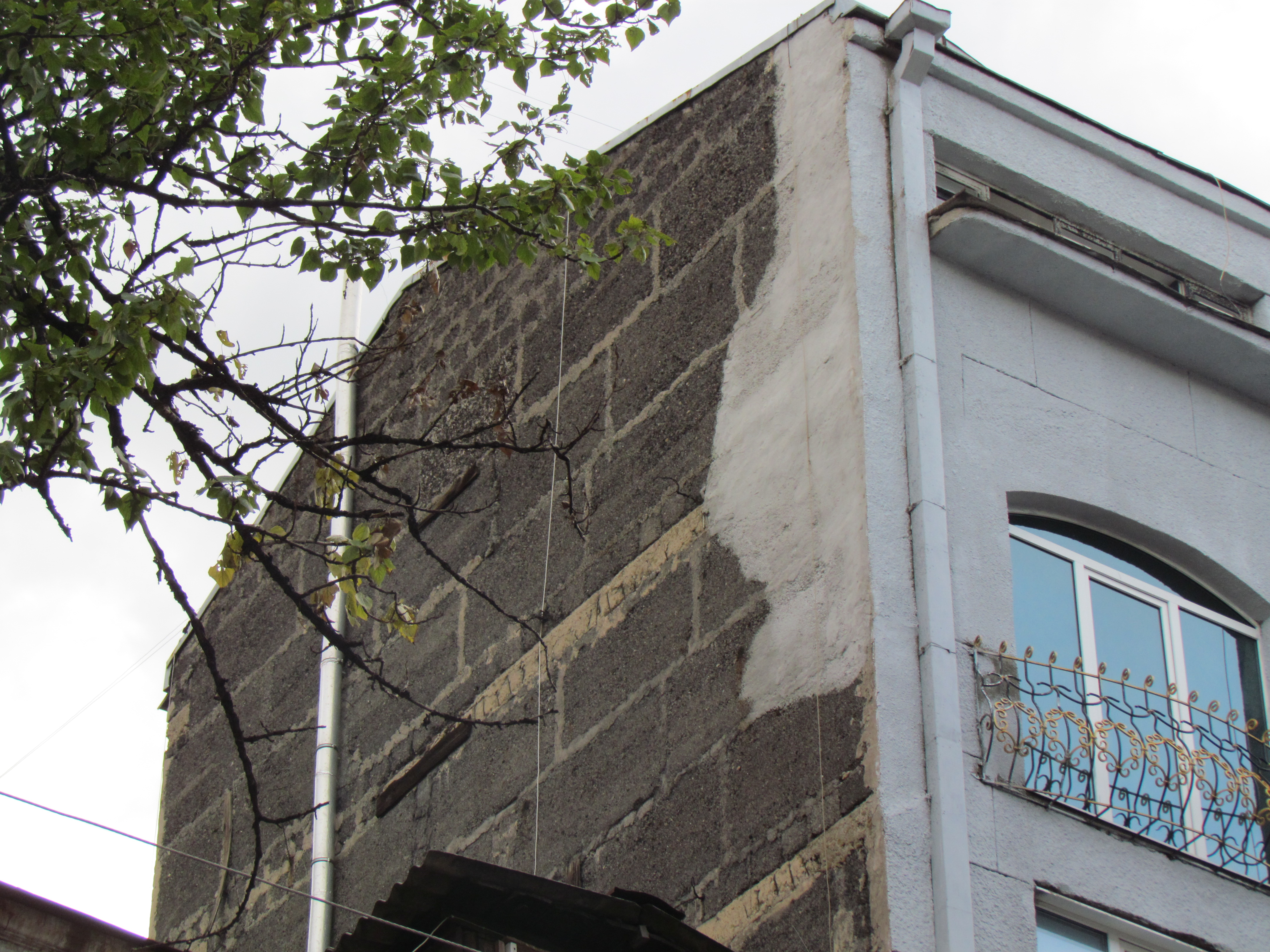
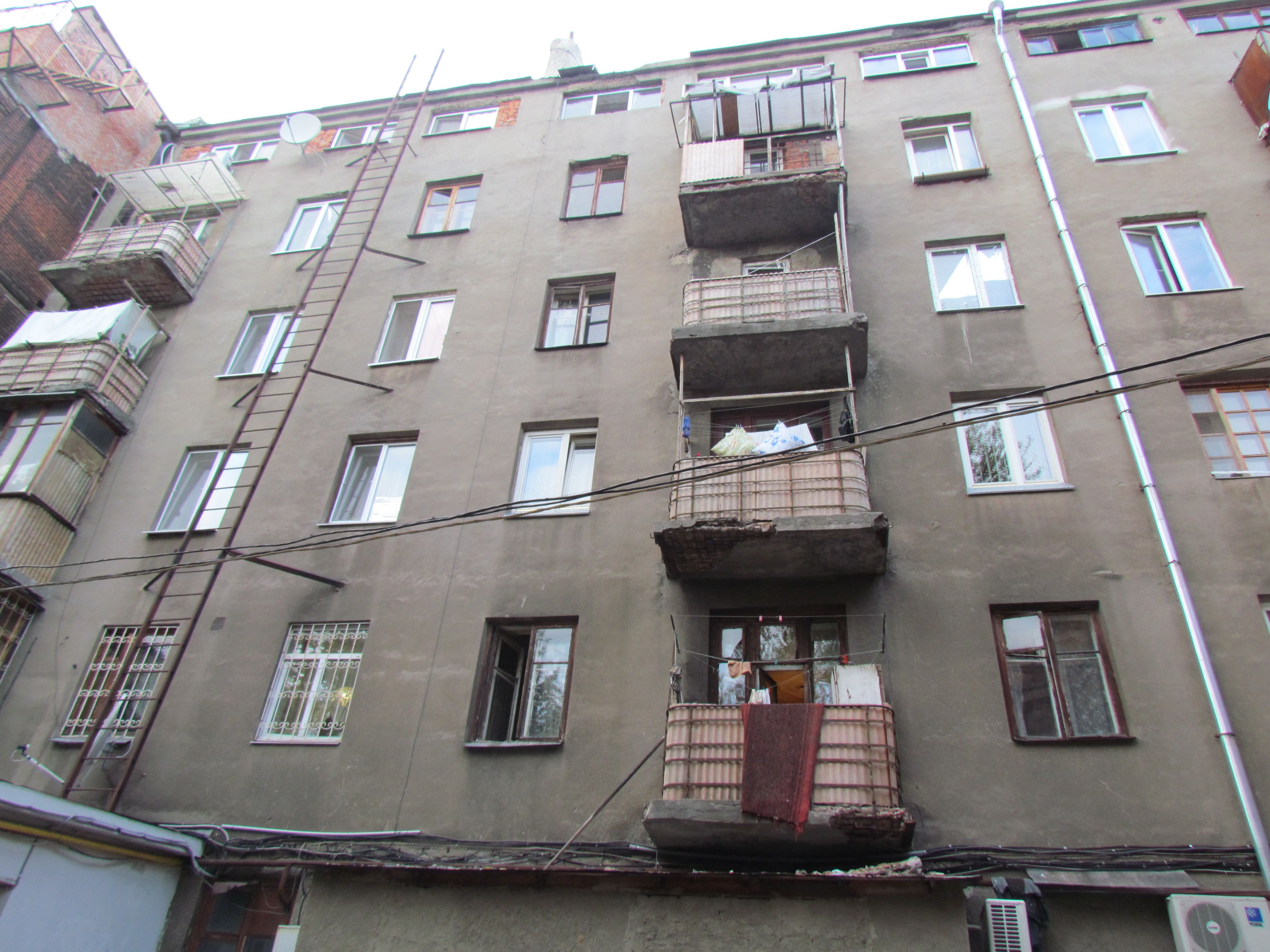
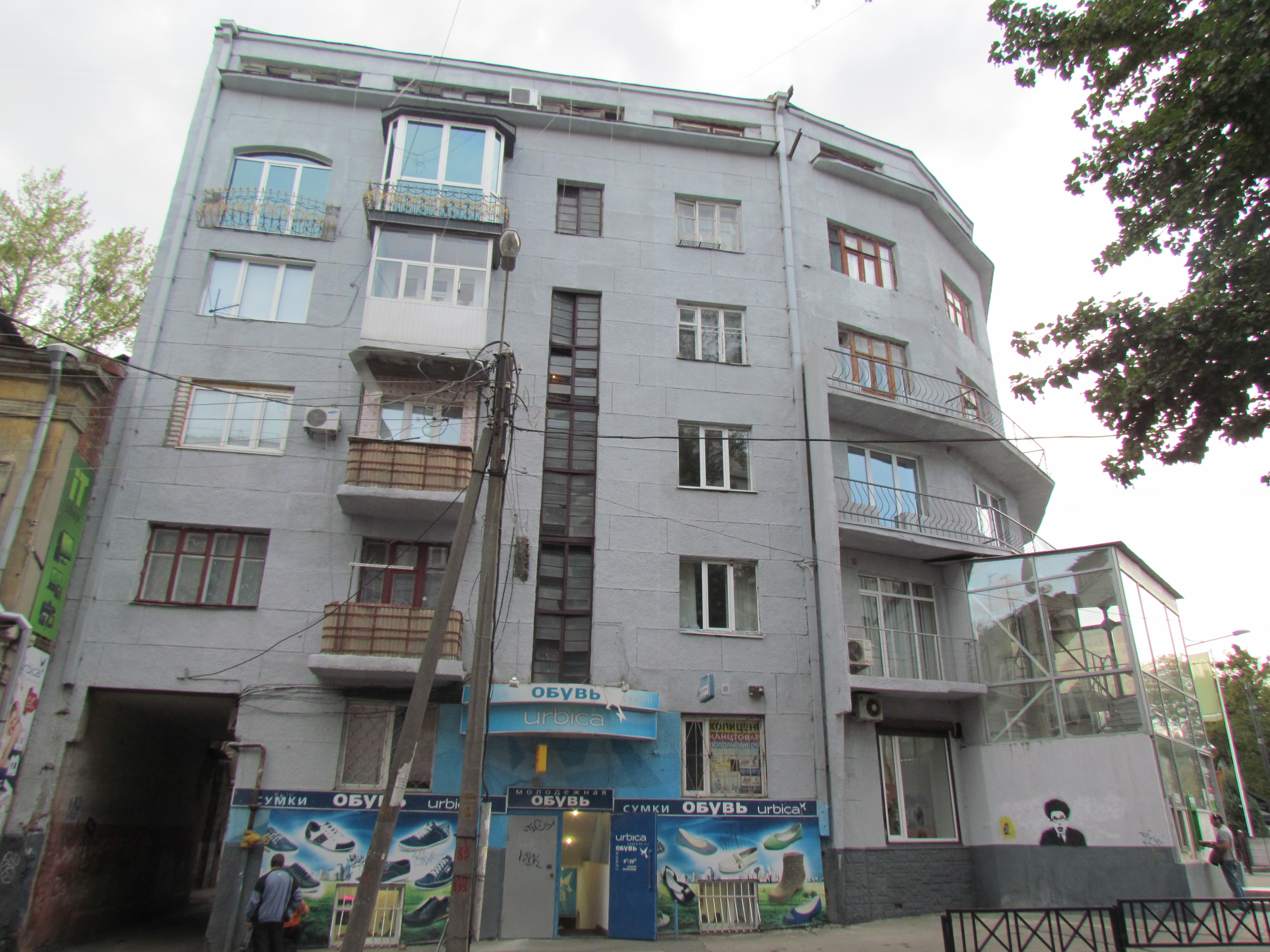